# 은수사
은수사(銀水寺)는 전북특별자치도 진안군 마령면 동촌리에 있는 조계종 소속 사찰이다.

## 사찰의 역사

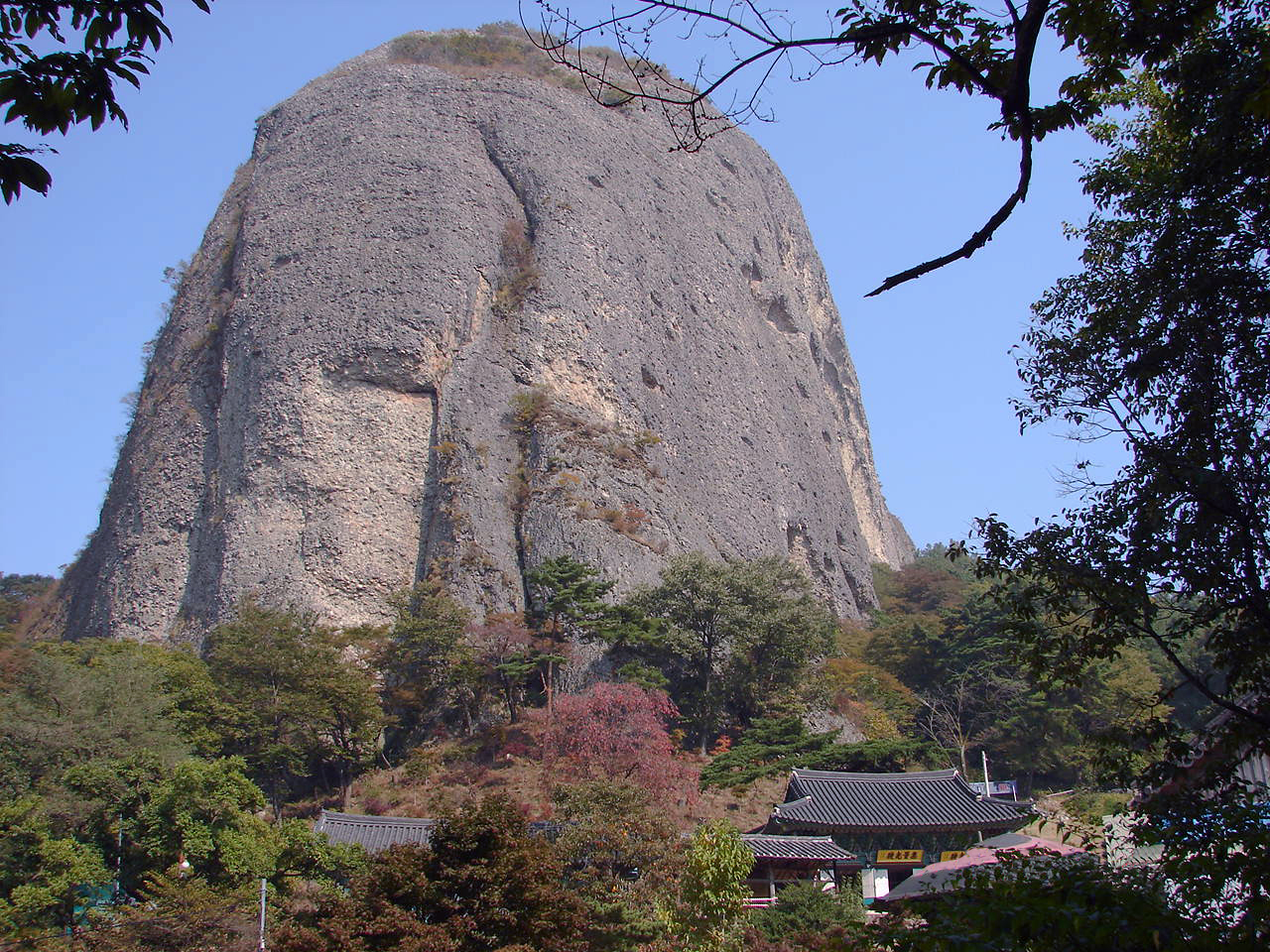
진안 마이산에 자리잡은 은수사(銀水寺)

진안군 마이산에 위치한 은수사는 조선 초기에는 상원사(上院寺)라 했고, 숙종 무렵에는 상원사는 없어지고 절 터만 남아 있었는데 그 뒤 누군가 암자를 지어 정명암(正明奄)이라 했다.
해석에 따르면 "正"은 5획으로 오행, "明"은 일월이므로 정명암이란 이름은 음양오행의 순환을 나타낸 것이라고 해석한다. 아무튼 정명암도 퇴락하여 없어졌다가 1920년에 이주부라는 분에 의해 증창되었고, 이때 은수사로 개칭되었다.현재는 태극전이라 불리는 전각으로 되었지만 ‘정명암’이란 이름을 음양오행의 순환을 나타낸 것으로 보면 태극은 그 상징이 되어 있다.
한편 은수사에는 국내 최대크기였던 법고(1982년 제작)가 소장되어 있고 조선초기에 제작된 것으로 추정되는 석상, 삼신할머니상이 상원사지에서 출토되었다. 또한 은수사 경내에는 천연기념물이 두가지 있다. 하나는 마이산 줄사철군락이고(천연기념물 380호), 또 하나는 은수사 청실배나무(천연기념물 386호)이다.
춘향전에 보면 이도령이 춘향이 집을 찾아가 첫날밤을 치르기 전, 월매가 내온 주안상에 여러 과일이 올라와 있는데, 이 중 ‘청슬이’ ‘청술레’라고 한 과일이 바로 청실배(靑實梨)라 한다. 돌배나무들 중에서 특히 맛좋은 열매가 달린 나무가 청실배나무로 개량배에 밀려 있다. 은수사에서만 볼 수 있는 진풍경으로 역(逆) 고드름은 마이산의 다른 곳에서도 나타나는 현상이지만 은수사 쪽에서 가장 두드러진다. 한글학회의 『지명총람』에 의하면 은수사란 이름은, 조선 태조 이성계가 이곳의 물을 마시고 물이 은같이 맑다고 하여 붙여진 이름이라 전해진다.

## 전해지는 이야기
은수사는 본시 불당 겸 요사채로 쓰인 건물과 그 위 산신도각(山紳度閣)이 있었을 뿐이었으나 근래 극락전, 태극전, 대웅전과 요사채를 건립하여 바야흐로 대가람으로 도약을 기약하고 있다. 한국 내 최대 크기였던 법고(1982년 제작)가 소장되어 있으며, 조선 초기에 제작된 것으로 추정되는 석상, 삼신할머니상이 상원사지에서 출토되었다.
또한 사찰과 관련되어 전해지는 이야기는 대부분 태조 이성계와 관련지어져 있는데 은수사 경내에 천연기념물인 마이산 줄사철나무 군락(천연기념물 제380호)과 청실배나무(천연기념물 제386호)가 있는데 청실배나무는 청실배나무는 조선 태조 이성계가 건국의 기원을 다지기 위해 백일기도를 올린 뒤 손수 심은 씨앗이 싹을 틔운 나무라고 한다.

## 같이 보기
- 마이산
- 이갑용
- 진안 마이산 줄사철나무 군락